# Набеги аварцев

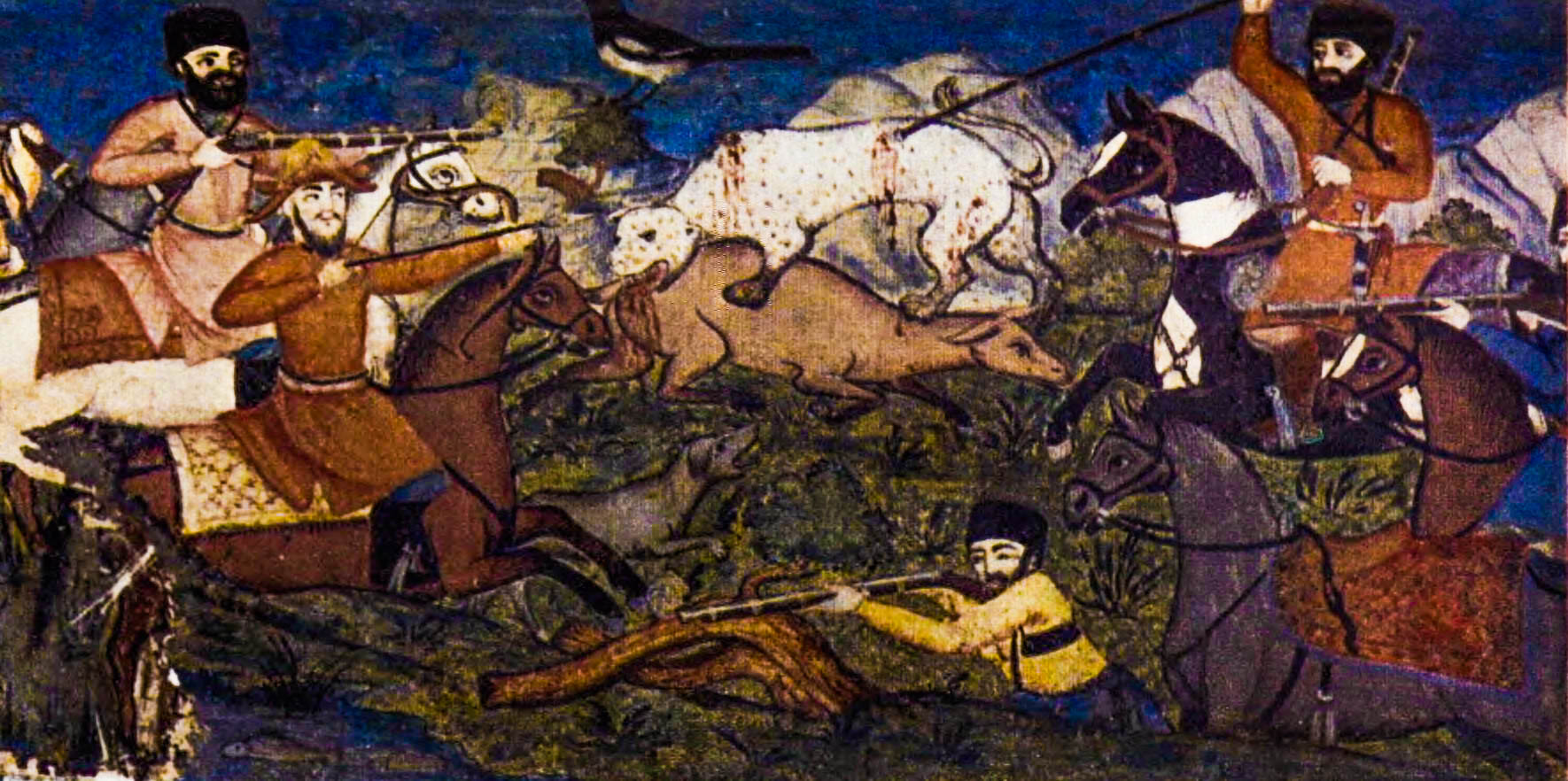
Изображения подвигов ханских, их браней против разбойников горных (аварцев)

Набеги аварцев — грабительские походы правителей Аварии, совершаемые преимущественно в закавказские страны.
Набеги провоцировались правящей верхушкой и особенно участились в XVIII веке. По сообщению А. А. Неверовского, никогда горцы «не были так страшны, вообще для всего Закавказья, как во второй половине XVIII столетия, а в особенности когда имели предводителем Ума-хана Аварского». Энциклопедия Ефрона и Брокгауза пишет об аварцах, как об одном из «лезгинских племен, некогда, особенно в XVIII столетии, весьма сильного, наводившего страх на соседей.».
Набеги совершались не только по экономической причине, но были также нравственным императивом. Набег был главным испытанием личных достоинств горца. Разбой был для них делом чести, доблести и геройства. Набеговую систему кратко характеризует Бестужев-Марлинский который писал, что аварцы «меткие стрелки из винтовок — славно действуют пешком; верхом отправляются только в набеги, и то весьма немногие. Месть для них — святыня; разбой — слава. Впрочем, нередко принуждены бывают к тому необходимостью».

## Хронология походов

### 968
Правитель Дербента эмир Ахмад Абд ал-Малик собрал войско из отдаленных областей, главным образом из Сарира, и, двинувшись на Ширван, взял приступом Шабаран, вторгся в него и сжёг его. Захватчики вывезли из Шабарана и его окрестностей несметную добычу. На обратном пути аварцы вступили в ал-Баб на один день раньше эмира; и в городе начались беспорядки. Сто аварских начальников было убито, и добыча, которую они захватили в Ширване, была разграблена.

### 971
Правитель Аварии совершил грабительский набег в Дербентский эмират. Возле Дербента аварцы нанесли дербентскому эмиру сокрушительное поражение, перебив свыше тысячи человек.

### 1032
В 1032 году аварцы и аланы, заключив соглашение, совместно напали на Ширван и взяли силой Йазидийа. Там и в других местах Ширвана они убили свыше 10 тыс. человек и оставались в стране 10 дней, копая землю и извлекая деньги и имущество, которые жители там спрятали. Когда их руки наполнились мусульманским добром, они направились в свою страну, но, едва они дошли до Деревянных (ал-хашаб) Ворот (В рук. Б: Баб ал-хашаб, в рук. А: Баб-х.ш.б. без ал, что наводит на мысль об имени собственном), как люди пограничных областей Дербента напали на них, преградили дороги и ущелья и убили многих аварцев и алан: это была резня, подобной которой никогда не упоминалось. Они отняли у них все мусульманское имущество, живое и неодушевленное, которое они увезли из Ширвана. Спасся только маленький отряд, включая правителя аланов..

### 1710
Разорение Ширвана и взятие Шемахи.

### 1714
Кахетинский царь, оказавшийся бессильным перед набегами джарцев, обязался платить ежегодную дань в размере 100 туманов.

### 1722
Горцы Дагестана под предводительством Дауд-бека Лезгинского, Али-Султана Цахурского и Сурхай-хана Казикумухского совершили крупный набег и приступом взяли Тифлис, который должен был уплатить контрибуцию в 60 тысяч туманов.

### 1735
Набег Умма-хана III в Тарковское шамхальство. Восстание крестьян Шамхальства Тарковского против нашествия аварцев. Местное население сразилось с Умаханом около селения Параул, причем в этой битве Умахан был убит, а оставшийся отряд его бежал в Аварию.

### 1774
Поход аварского нуцала в Кубинское ханство и взятие Шемахи.

### 1785
Набег Умма-хана IV в Закавказье, в результате которого были разорены грузинские Картли-Кахетинское и Имеретинское царство, а также армянский регион Лори. Крупнейший набег, совершённый против Грузии. Грузинский царь Ираклий II был вынужден вступить с Умма-ханом в переговоры и обязался платить ежегодную дань в размере 10 тысяч рублей серебром.

### 1786
Апрель. Зазимовав в Ахалцихе, Умма-хан через Ереванское ханство ушёл в Карабах, к своему союзнику Ибрахим-хану. Оттуда через Грузию и Ширван он вернулся на родину, разграбив по пути Гянджинское ханство и взяв с него контрибуцию в размере 5 тысяч рублей.
Конец года. Умма-хан в очередной раз пошел в набег против Кубинского ханства. Подойдя к Шемахе, аварцы внезапно напали и захватили город. Шемаха была сожжена, а жители перебиты. Сожжён был и близлежащий город Кухнашахар, после чего Умма-хан вернулся обратно в горы. Кубинский хан вынужден был вступить с Умма-ханом в переговоры, отдал ему в жёны свою дочь, передал Сальянский округ и 200 тысяч рублей контрибуции.

### 1787
Умма-хан отправился в Грузию, а оттуда в Карабах к своему зятю Ибрагим-хану. Затем, нуцал двинулся к Нахичевани и взял его приступом после 17-дневной осады. После этого аварцы разбили войско «семи азербайджанских ханств», вступили в Карадаг и разорили его. По словам Х. Геничутлинского, «в каждом селении, в каждом городе, куда врывались войска Ума-хана, были всегда смерть и разрушения». В частности, была захвачена крепость Гумуш и уничтожено её население, трижды был взят город Гавази и т. д.. Завершив набег, Умма-хан с добычей вернулся в Джар.

### 1796
После размещения российских войск в Грузии, выплата дани Аварскому ханству прекратилась. Умма-хан, в ответ, отправил в Картли-Кахетию своего брата Гебека и визиря Алисканди с войском. Кахетия была разграблена. Аварцы сожгли дотла 6 деревень, а жителей и скот увели с собой в горы.

### 1800
Аварский нуцал, вместе с иранским шахом двинулись в сторону Грузии. Спустя некоторое время персы повернули назад, решив не провоцировать войну с Россией. Умма-хан, тем не менее, двинулся дальше, захватил большую добычу и направился к Тифлису. Однако на реке Иори аварцы были разбиты русско-грузинским войском и отступили в Джар.